# Quần đảo Okinawa

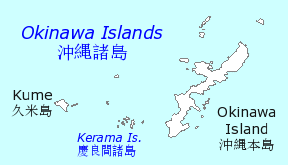
Quần ảo Okinawa (thiếu quần đảo Daito)

Quần đảo Okinawa (tiếng Nhật: 沖縄諸島) là một nhóm các đảo thuộc tỉnh Okinawa. Tỉnh Okinawa là một bộ phận của Quần đảo Ryukyu. Tỉnh lị Naha, cũng như phần lớn cư dân trong tỉnh tập trung tại Đảo Okinawa. Về mặt lịch sử, quyền lực của Vương quốc Lưu Cầu trùng khớp với nhóm đảo này và đảo Amami Ōshima.

## Nhóm đảo
- Quần đảo Nansei (hay Quần đảo Ryukyu)
  - Ryūkyū Shotō (tức phần quần đảo Nansei thuộc tỉnh Okinawa)
    - Quần đảo Okinawa: Đảo Okinawa (aka Okinawa Hontō), Kumejima, Iheyajima, Izenajima, Agunijima, Iejima
      - Quần đảo Kerama: Tokashikijima, Zamamijima, Akajima, Gerumajima
      - Quần đảo Daito: Kita daitō, Minami daitō, Oki daitō